# George Bretz (fotograf)
George M. Bretz (1842 Carlisle, Pensylvánie - 1895) byl americký fotograf známý svými fotografiemi uhelných dolů v severovýchodní Pensylvánii a horníků.

## Život a dílo
Sbírka Bretzových původních negativů na skleněných deskách z uhelného dolu Kohinoor v městečku Shenandoah v Pensylvánii byly nedávno nově objevené v Národním muzeu americké historie. Bretz je pořídil asi v roce 1884 a jedná se o jedny z prvních fotografií s umělým osvětlením fotografované v podzemním dolu. Tyto fotografie byly vystaveny v roce 1884 na World Cotton Centennial v New Orleans a znovu v roce 1893 na světové výstavě World’s Columbian Exposition v Chicagu. Bretz je také známý svými fotografiemi členů hnutí Molly Maguires, radikálních horníků, kteří byli proti nekalým praktikám práce v uhelných dolech. Po zbytek svého života byl Bretz považován za odborníka na těžbu uhlí a jeho články a fotografie byly masově publikovány.

## Galerie

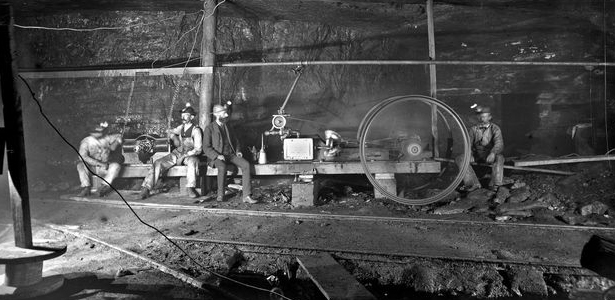
George Bretz: Podzemní fotografie horníků, vpravo se nachází dynamo sloužící k osvětlení podzemních prací v uhelném dolu Kohinoor, severovýchodní Pensylvánie, asi 1884

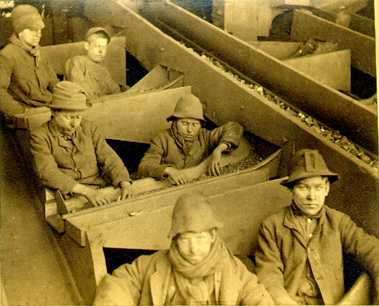
Chlapci u drtičky, důl Eagle Hill, Pensylvánie, asi 1884
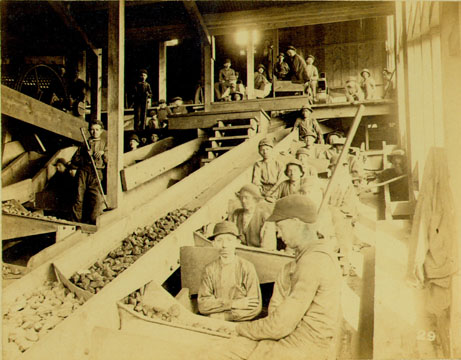
Chlapci u drtičky, důl North Ashland, asi 1884
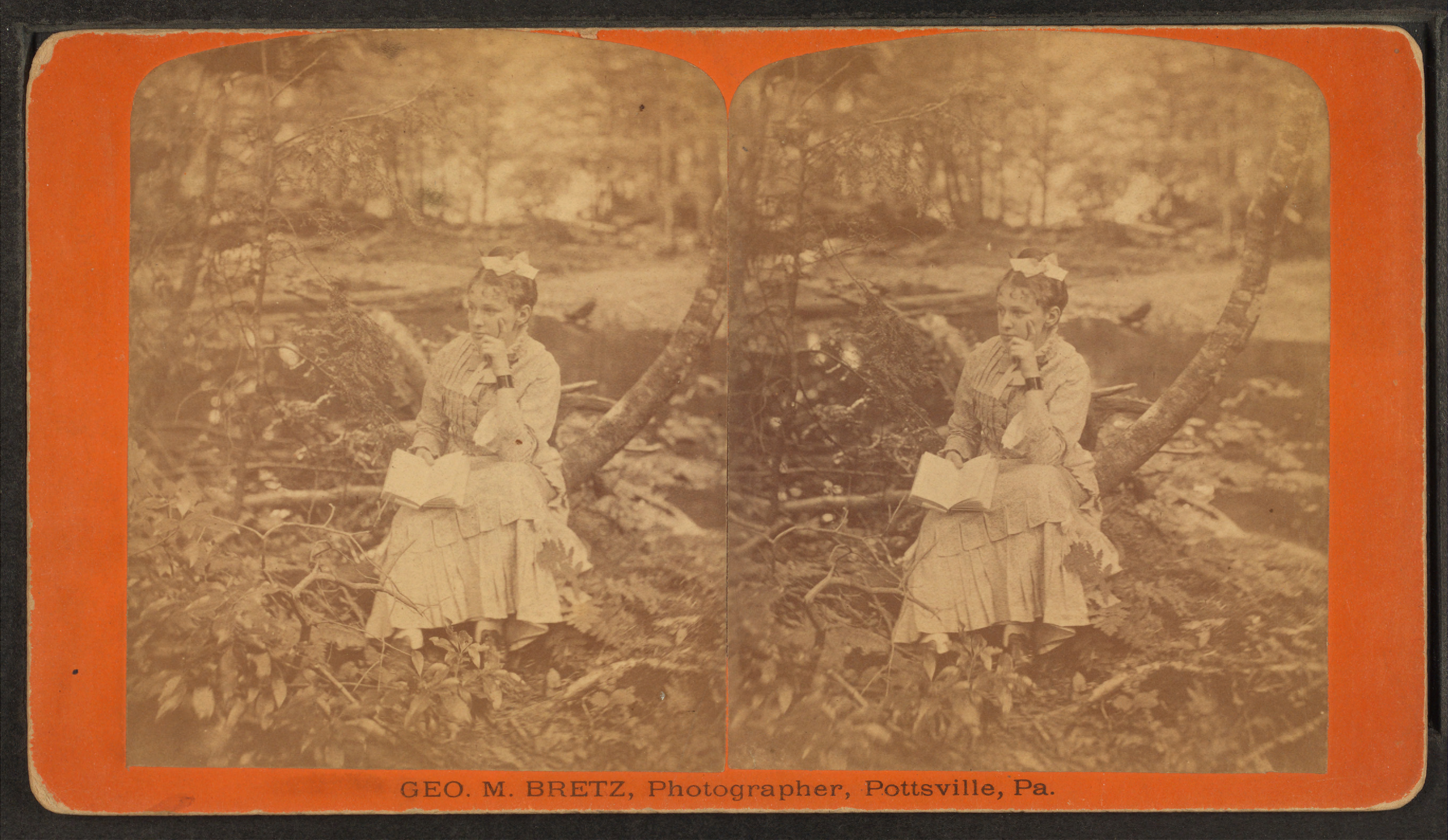
Sedící žena s knihou